# Ginástica artística nos Jogos Europeus de 2015 - Trave
A competição da trave foi um dos eventos da ginástica artística nos Jogos Europeus de 2015, em Baku, no Azerbaijão. Foi disputada na Arena Nacional de Ginástica entre os dias 15 e 20 de junho.

## Calendário
Horário de verão do Azerbaijão (UTC+5).
| Data        | Horário | Fase         |
| ----------- | ------- | ------------ |
| 15 de junho |         | Qualificação |
| 20 de junho | 17:51   | Final        |

## Medalhistas
| Ouro   | NED Lieke Wevers       |
| Prata  | ROM Andreea Iridon     |
| Bronze | SUI Giulia Steingruber |

## Resultado

### Qualificação
O resultado da qualificação foi o seguinte. 
| Posição | Ginasta             | Nacionalidade     | Dif.  | Exe.  | Pen.   | Total  | Qual. |
| ------- | ------------------- | ----------------- | ----- | ----- | ------ | ------ | ----- |
| 1       | Seda Tutkhalyan     | RUS Rússia        | 6.300 | 8.300 |        | 14.600 | Q     |
| 2       | Aliya Mustafina     | RUS Rússia        | 6.100 | 8.466 |        | 14.566 |       |
| 3       | Giulia Steingruber  | SUI Suíça         | 6.000 | 8.400 |        | 14.400 | Q     |
| 4       | Victoria Komova     | RUS Rússia        | 6.000 | 8.233 |        | 14.233 |       |
| 5       | Sophie Scheder      | GER Alemanha      | 5.400 | 8.733 |        | 14.133 | Q     |
| 6       | Andreea Iridon      | ROM Romênia       | 5.900 | 8.200 |        | 14.100 | Q     |
| 7       | Lieke Wevers        | NED Países Baixos | 5.600 | 8.466 |        | 14.066 | Q     |
| 8       | Georgina Hockenhull | GBR Grã-Bretanha  | 5.700 | 8.133 |        | 13.833 | Q     |
| 9       | Céline van Gerner   | NED Países Baixos | 5.700 | 8.000 |        | 13.700 |       |
| 10      | Tutya Yilmaz        | TUR Turquia       | 6.100 | 7.600 |        | 13.700 | R1    |
| 11      | Anne Kuhm           | FRA França        | 5.500 | 8.166 |        | 13.666 | R2    |
| 12      | Marine Brevet       | FRA França        | 5.600 | 8.000 |        | 13.600 |       |
| 13      | Vasiliki Millousi   | GRE Grécia        | 5.900 | 7.800 | -0.100 | 13.600 | R3    |

### Final
O resultado final foi o seguinte.
| Posição           | Ginasta                 | Dif.  | Exe.  | Pen. | Total  |
| ----------------- | ----------------------- | ----- | ----- | ---- | ------ |
| Medalha de ouro   | NED Lieke Wevers        | 5.500 | 8.700 |      | 14.200 |
| Medalha de prata  | ROM Andreea Iridon      | 5.800 | 8.200 |      | 14.000 |
| Medalha de bronze | SUI Giulia Steingruber  | 5.600 | 8.100 |      | 13.700 |
| 4                 | GER Sophie Scheder      | 5.500 | 8.166 |      | 13.666 |
| 5                 | RUS Seda Tutkhalyan     | 6.200 | 7.366 |      | 13.566 |
| 6                 | GBR Georgina Hockenhull | 4.300 | 7.533 |      | 11.833 |